# Rio Buhai
O Rio Buhai é um rio da Romênia afluente do Rio Jijia, localizado no distrito de Botoşani.